# Палеонискообразные

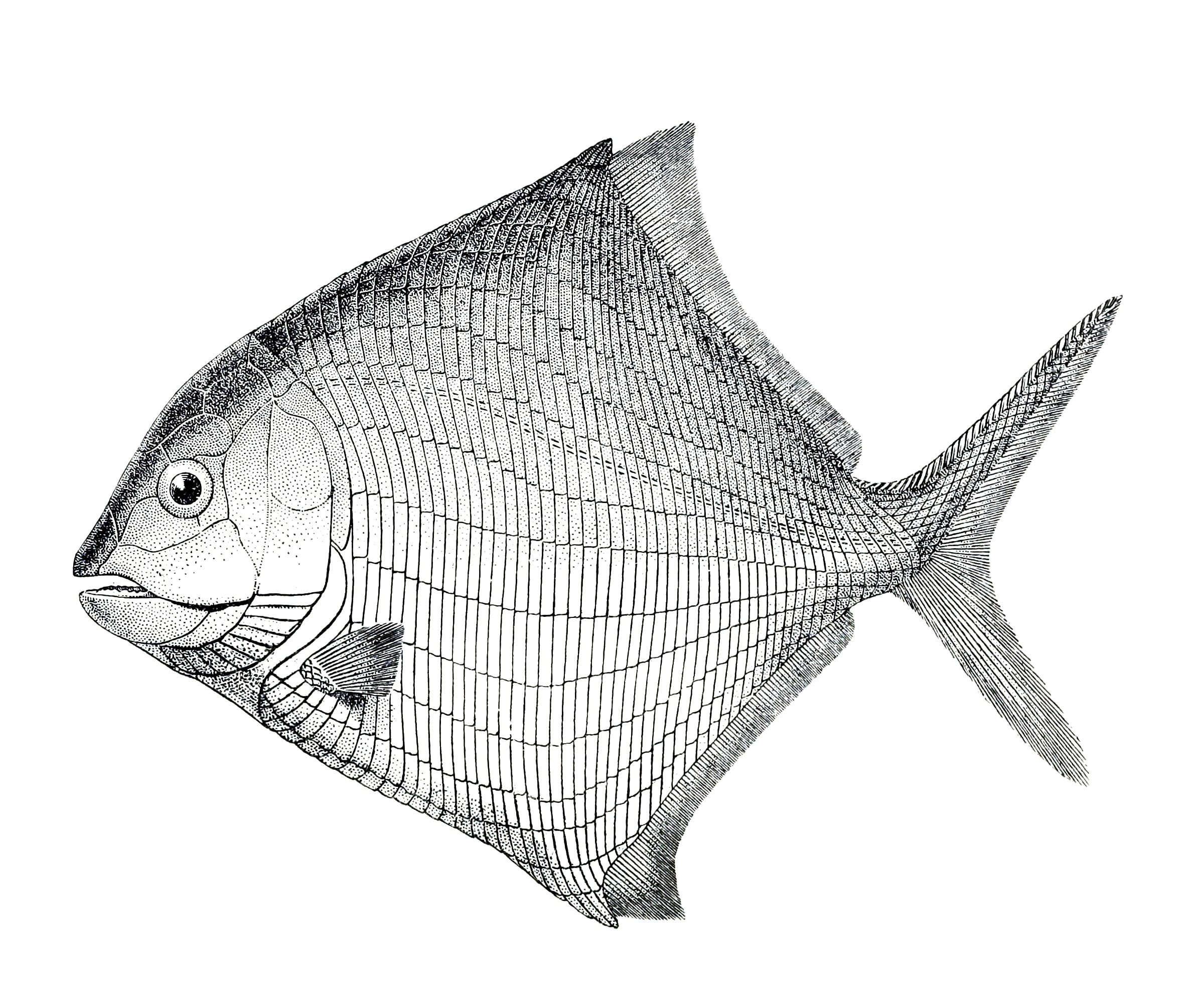
Chirodus granulosus (Platysomidae)

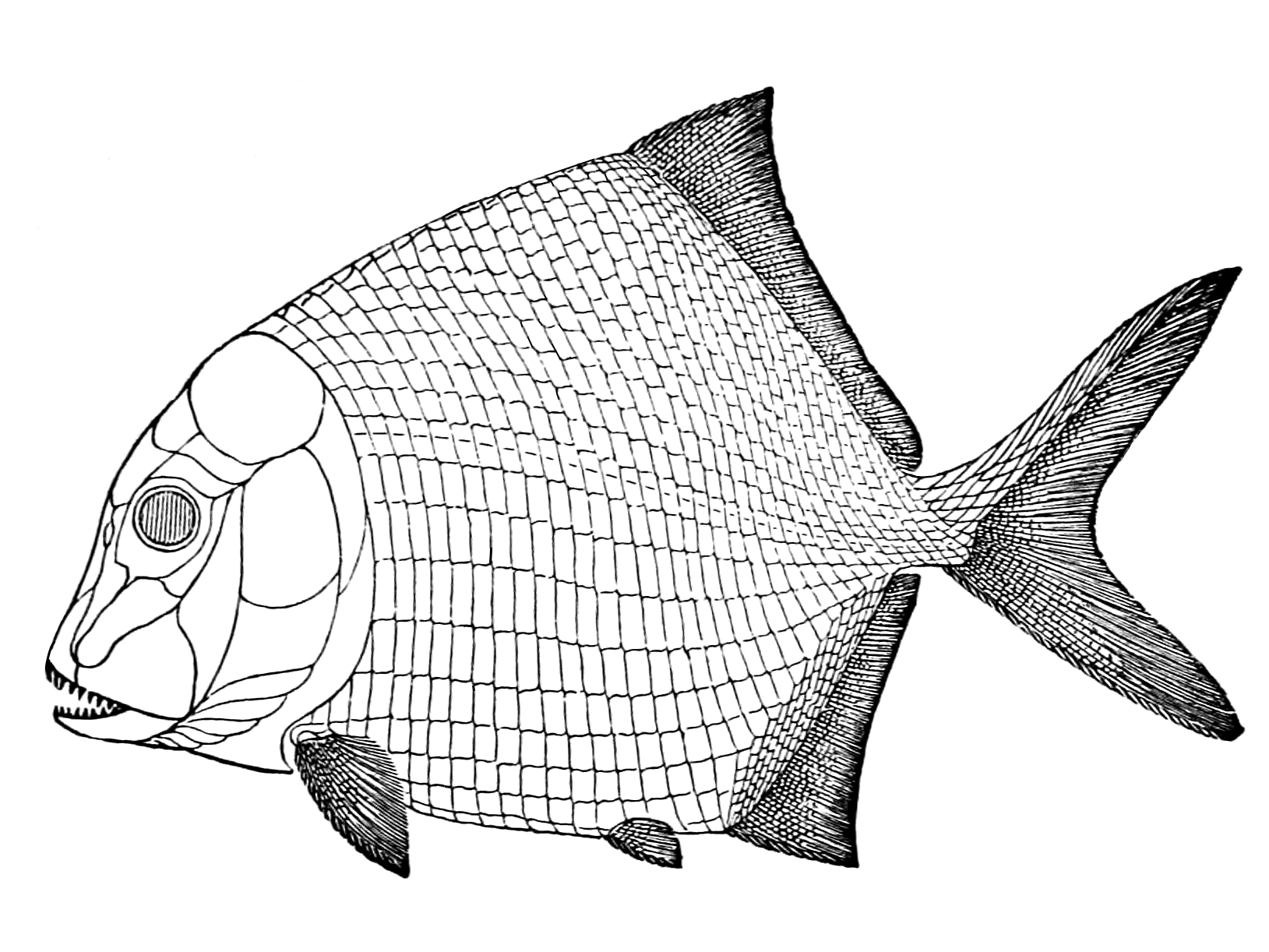
Platysomus gibbosus

Палеонискообразные, или палеониски (лат. Palaeonisciformes) — ископаемый отряд древних лучепёрых рыб. Представляет собой парафилетическую группу ранних лучепёрых рыб разного происхождения. Традиционно в этот отряд объединяют большинство палеозойских лучепёрых рыб, кроме тех, что отнесены к другим существующим группам этого класса.

## Описание
Палеонискообразные в целом были достаточно длиннотелы, что видимо облегчало угревидный тип локомоции, при котором от головы к хвосту проходят широкие и относительно медленные изгибы. Для них были характерны толстые ганоидные чешуи, ярко выраженный гетероцеркальный хвостовой плавник и членистые покровные лучи плавников. Длинная верхнечелюстная кость была прочно связана со щекой, тела позвонков не окостеневшие. Предки палеонискообразных точно не установлены. От палеонискообразных произошли все остальные группы лучепёрых рыб, в том числе ныне существующие.

## Классификация
Подотряды и семейства отряда палеонискообразных:
- † Boreolepidae
- † Canobiidae
- † Coccolepidae
- † Gonatodidae
- † Varialepididae
- † Dorypteroidei — Дориптеровидные
  - † Dorypteridae
- † Palaeoniscoidei — Палеонисковидные
  - † Acrolepidae
  - † Amblypteridae
  - † Birgeriidae
  - † Dicellopygidae
  - † Elonichthyidae
  - † Palaeoniscidae
  - † Pygopteridae
  - † Rhabdolepidae
  - † Rhadinichthyidae
  - † Lawrenciella, Muensterichthys, Zhejiangichthys
- † Platysomoidei — Платизомовидные
  - † Bobasatraniidae
  - † Platysomidae
- † Redfieldioidei — Редфилдиевидные
  - † Redfieldiidae

Роды с неопределённой принадлежностью к семействам:
† Agecephalichthys, Amblypterina, Bendenius, Borichthys, Brachypareion, Browneichthys, Burbonella, Caelatichthys, Caruichthys, Charleuxia, Chichia, Coccocephalichthys, Cornuboniscus, Cosmolepis, Cosmoptychius, Daedalichthys, Daqingshaniscus, Decazella, Dialipina, Dorsolepis, Drydenius, Dwykia, Eigilia, Eurynotoides, Evenkia, Fukangichthys, Gardinerichthys, Gyrolepidoides, Haplolepis, Huanghelepsis, Igornella, Illiniichthys, Inichthys, Kentuckia, Korutichthys, Luederia, Mimia, Moythomasia, Neuburgella, Nozamichthys, Orvikuina, Osorioichthys, Palaeothrissum, Paradrydenius, Paragonatodus, Paralogoniscus, Paramesolepis, Plesiococcolepis, Protamblyptera, Psilichthys, Rhabdolepis, Sakamenichthys, Scanilepis, Severnichthys, Sinoniscus, Songanella, Stegotrachelus, Strepheoschema, Styracopterus, Sundayichthys, Tanaocrossus, Tegeolepis, Tienshaniscus, Urosthenes, Uydenia, Westollia, Whiteichthys, Willomorichthys, Zaxilepis.

## Время существования
Первые палеонискообразные появились во второй половине девонского периода и были одной из доминантных групп хрящевых ганоидов до раннего мезозоя включительно. Вымерли в середине мелового периода.

## Ископаемые отпечатки палеонискообразных рыб

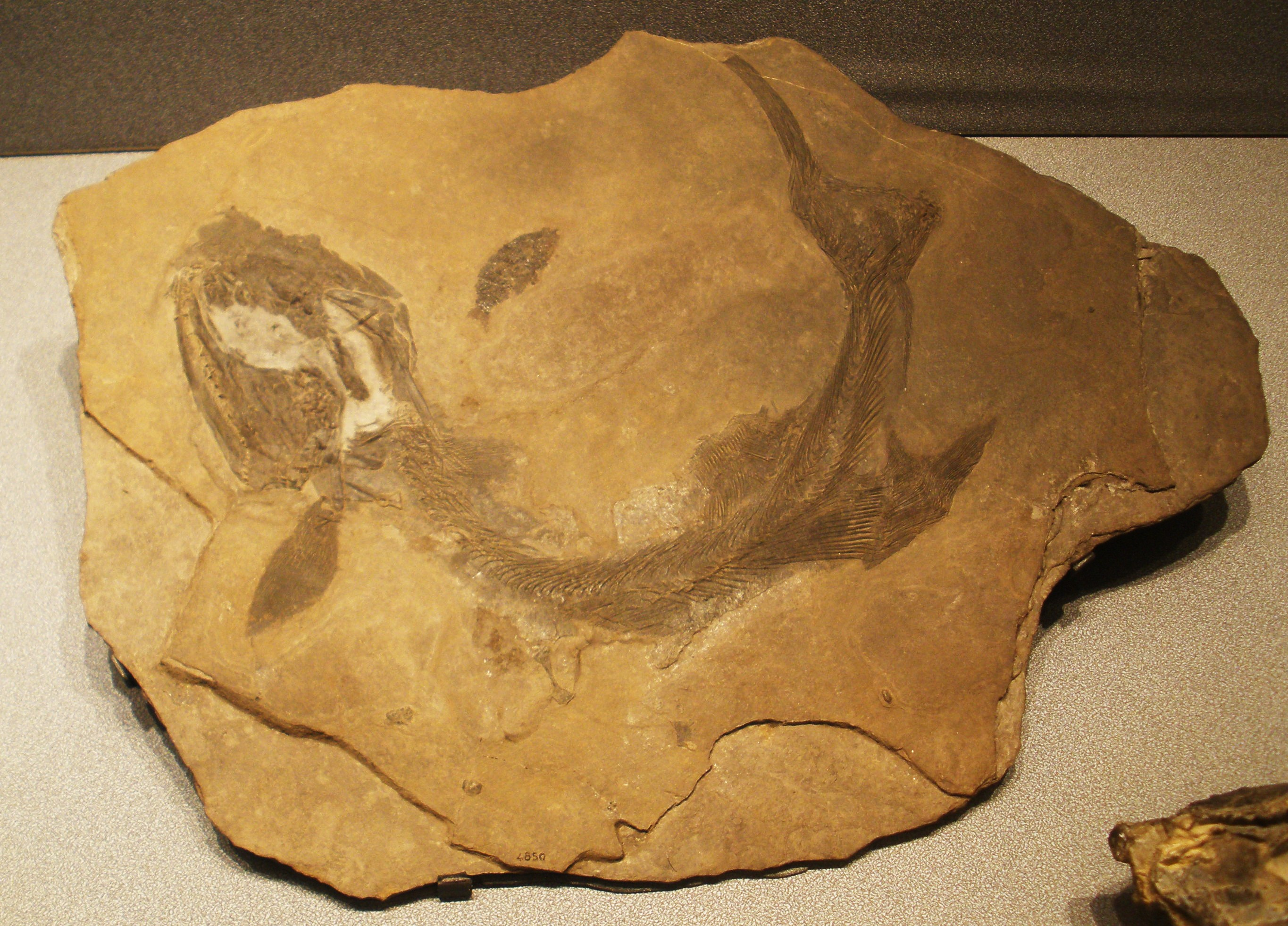
Birgeria
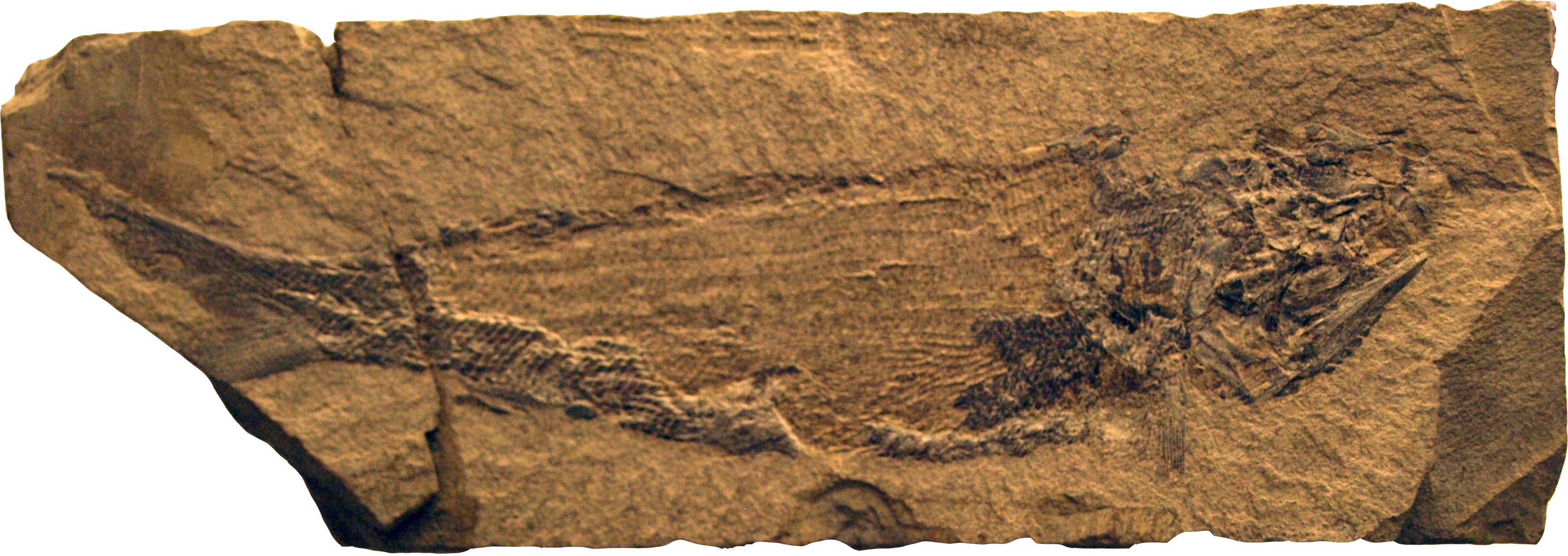
Palaeoniscus freieslebeni
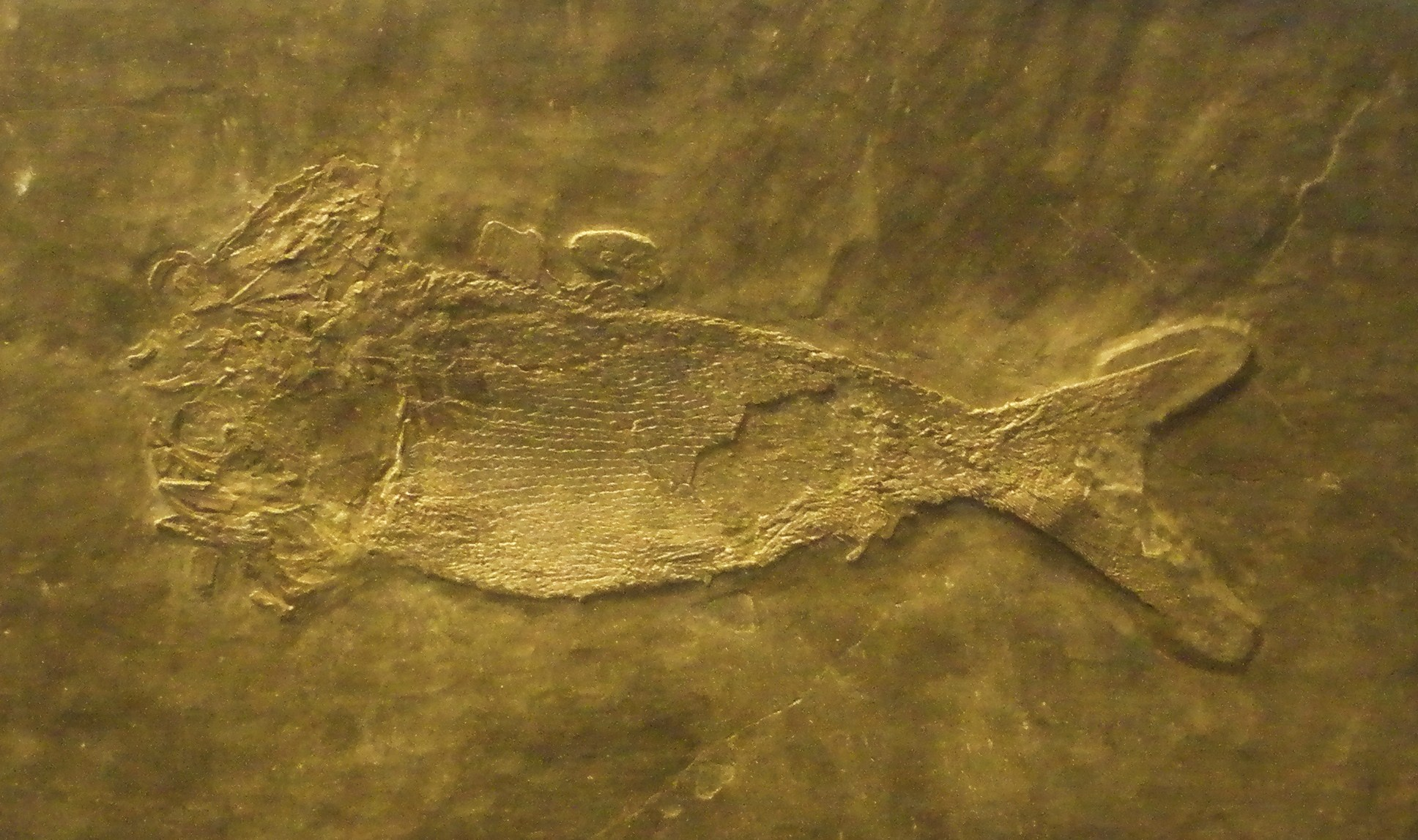
Ptycholepis barboi
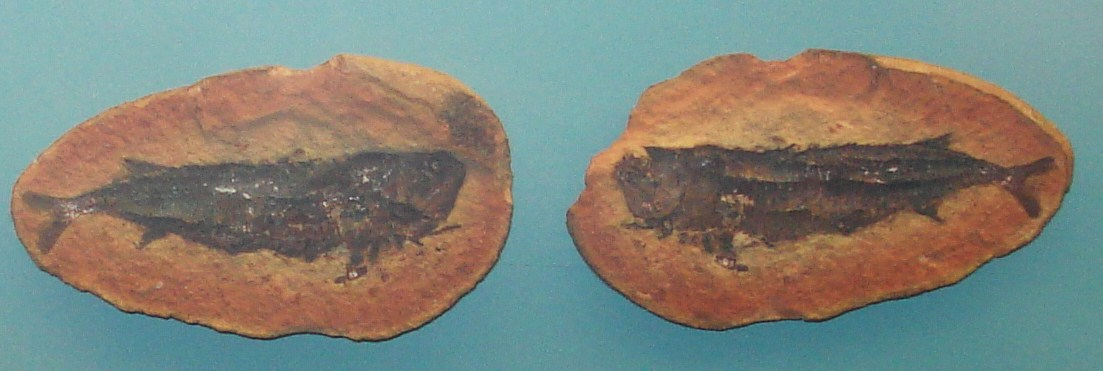
Australosomus merlei
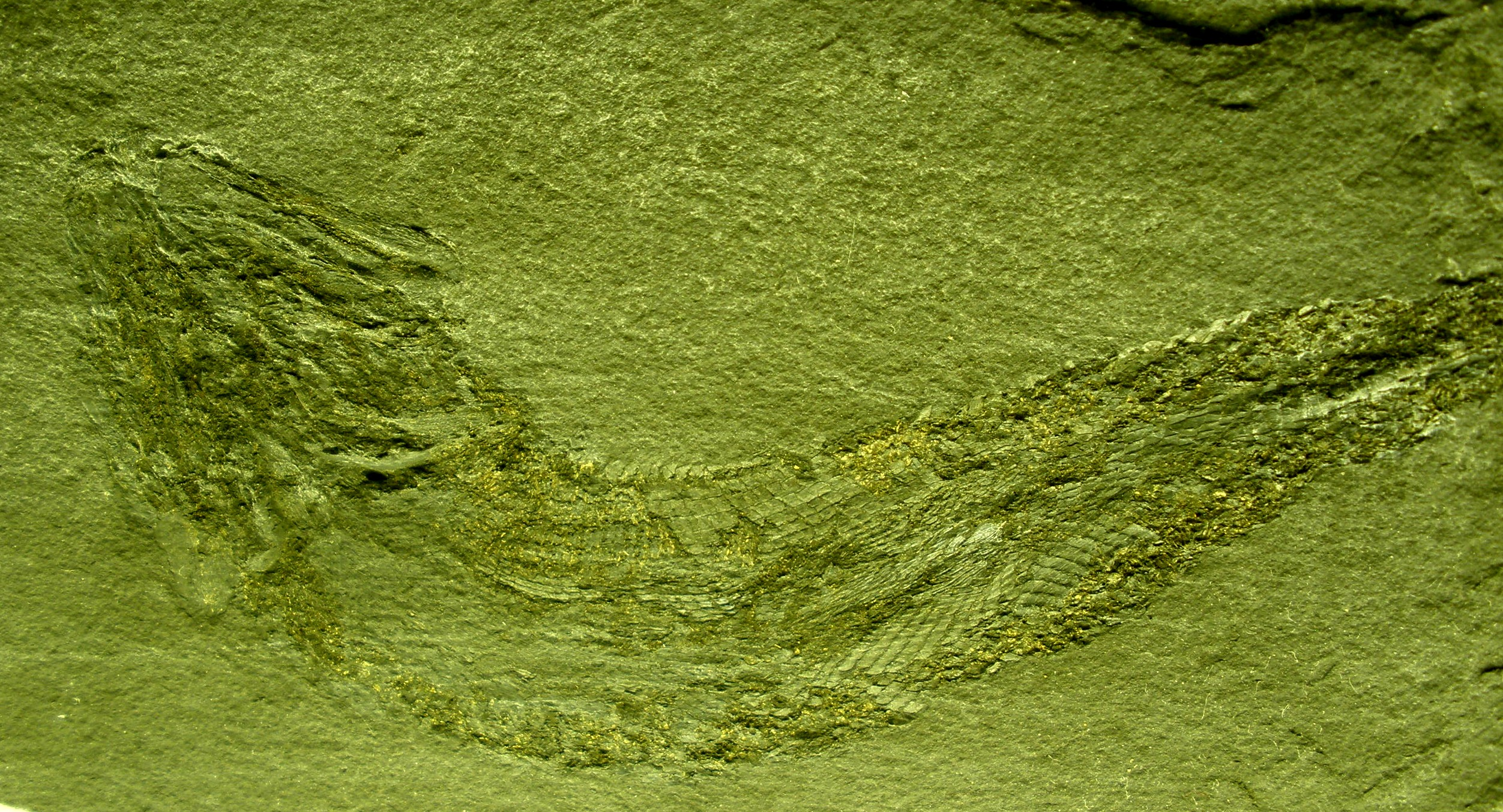
Palaeoniscus vratislavensis
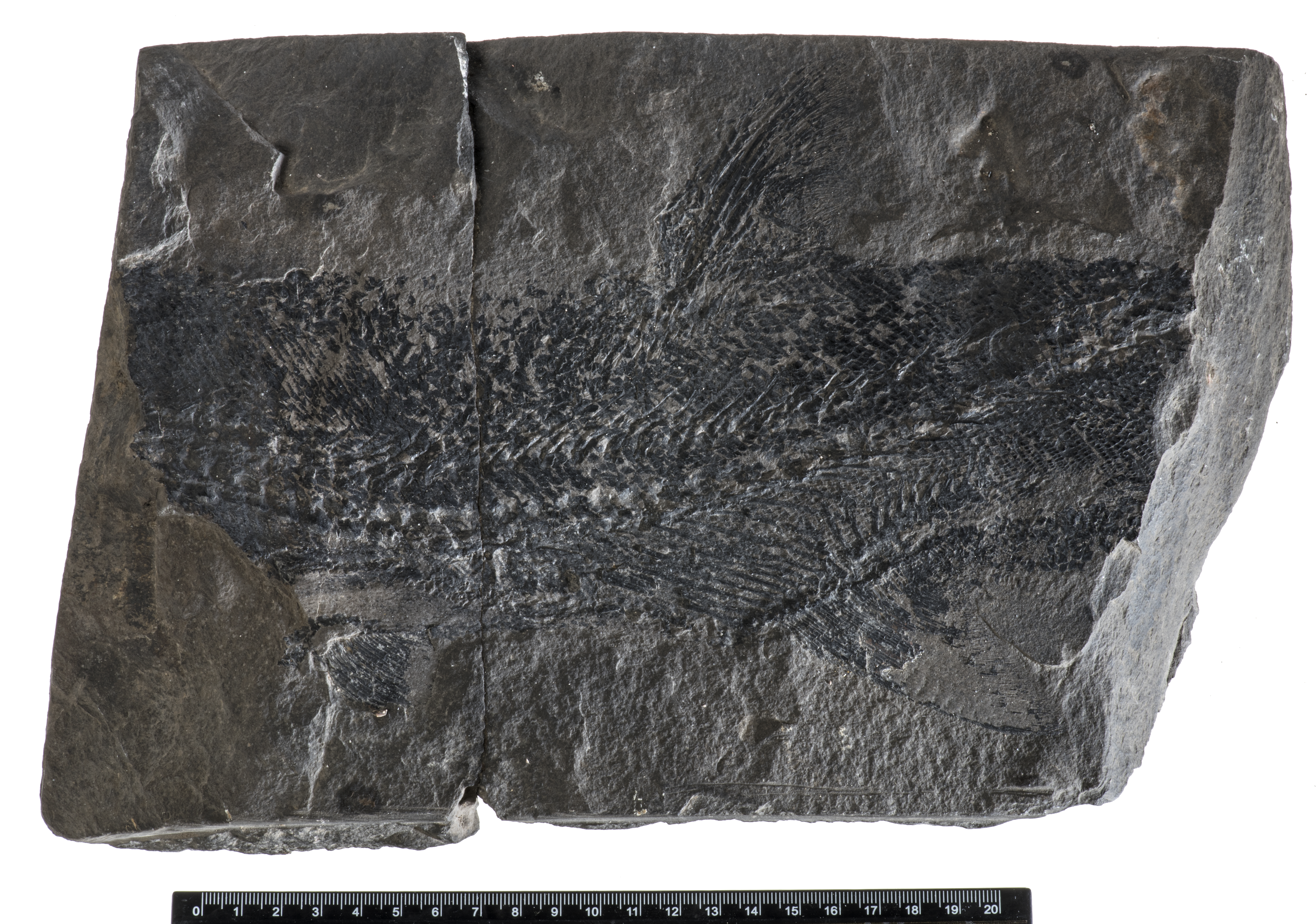
Pygopterus humboldti (P. mandibularis)